# Herz und Mund und Tat und Leben, BWV 147
Herz und Mund und Tat und Leben (Corazón y boca y obras y vida), BWV 147 es una cantata religiosa escrita por Johann Sebastian Bach originalmente en Weimar en 1719 (BWV 147a) para el Adviento y en 1723 fue ampliada para la fiesta de la Visitación en Leipzig, donde se estrenó el 2 de julio de 1723. Esta cantata es una de las más célebres de Bach, en especial el coral Jesus bleibet meine Freude (Jesús sigue siendo mi alegría o Jesús alegría de los hombres).

## Historia
Bach compuso esta pieza durante su primer año como Thomaskantor en Leipzig para la fiesta mariana «Mariae Heimsuchung», que es la Visitación de la Virgen María. Esta fiesta en la liturgia luterana se celebra el 2 de julio, de ahí que esta fuera la fecha en que se estrenó en 1723 en Leipzig. La primera versión de esta pieza fue compuesta para Adviento en 1721, no obstante fue reelaborada para su posterior estreno en la Visitación por razones litúrgicas. En Leipzig se observaba el tempus clausum o tiempo de silencio, es decir, no se permitían las manifestaciones descriptivas en las cantatas en tiempo de Adviento o Cuaresma.
Las lecturas establecidas para ese día eran la profecía del Mesías del Libro de Isaías (Isaías) y la visita de María a Isabel del Evangelio de San Lucas (Lucas), incluyendo su canto de alabanza, el "Magnificat". El texto original de la primera versión de la cantata era adecuado para una fiesta de celebración mariana. Se añadieron recitativos más específicos, se modificó el orden de las arias y la coral de cierre fue reemplazada y repetida en un verso diferente para ampliar la cantata a dos partes. Las palabras son los versos 6 y 16 de la coral «Jesu, meiner Seelen Wonne» escritos por Martin Jahn en 1661. Así pues, los textos de la cantata proceden de Salomo Franck (movimientos 3, 5 y 7), Martin Jahn (6 y 10), un poeta desconocido (2, 4, 8, 9) y, tal vez, el propio Bach.

## Análisis

### Instrumentación
La obra está escrita para cuatro solistas vocales (soprano, contralto, tenor y bajo) y un coro a cuatro voces; una trompeta aguda/festiva, dos oboes (oboe d'amore y oboe da caccia), dos violines, viola y continuo con fagot y con una gaita finlandesa.

### Estructura
Es una cantata relativamente larga (cerca de media hora, según las versiones), consta de diez movimientos estructurados en dos partes, que debían ser interpretadas antes y después del sermón:
Primera parte
1. Coral: Herz und Mund und Tat und Leben
2. Recitativo (tenor): Gebenedeiter Mund!
3. Aria (alto): Schäme dich, o Seele nicht
4. Recitativo (bajo): Verstockung kann Gewaltige verblenden
5. Aria (soprano): Bereite dir, Jesu, noch itzo die Bahn
6. Coral: Wohl mir, daß ich Jesum habe
Segunda parte
7. Aria (tenor): Hilf, Jesu, hilf, daß ich auch dich bekenne
8. Recitativo (alto): Der höchsten Allmacht Wunderhand
9. Aria (bajo): Ich will von Jesu Wundern singen
10. Coral: Jesus bleibet meine Freude
El coro inicial presenta la letra completa en tres secciones, siendo la tercera una repetición de la primera; incluso la sección media no se diferencia en cuanto a carácter. Un ritornello instrumental se escucha al comienzo y al final, ligeramente cambiado, en tres secciones con el coro tejido en él. En fuerte contraste las tres secciones concluyen con una parte acompañada solamente por el bajo continuo. Las secciones primera y tercera empiezan con una fuga con instrumentos colla parte. El tema de la fuga subraya la palabra «Leben» (vida) mediante un melisma que se extiende durante tres compases. La soprano inicia el tema, la contralto entra sólo un compás más tarde, el tenor después de dos compases más, el bajo un compás más tarde, esta rápida sucesión resulta en una música animada como una buena imagen de la vida. En la tercera sección el patrón de entradas es el mismo, si bien se construye partiendo de la voz más grave hasta llegar a la más aguda.
Los tres recitativos aparecen instrumentados de forma diferente en la partitura. El primero acompañado por acordes de las cuerdas; el segundo por el bajo continuo; el tercero, que es un recitativo accompagnato, es acompañado por dos oboes da caccia que añaden un motivo expresivo continuo, que sólo es interrumpido cuando se menciona el salto del niño en el seno materno (en alemán: «Hüpfen»), que ellos reflejan musicalmente. Los tres arias de la cantata original fueron escritas para voz e instrumentos solistas (3, 5) o bien sólo para bajo continuo. Por su parte, la última aria que habla de los milagros de Jesús, es acompañada por la orquesta completa.
Los movimientos corales 6 y 10, que cierran cada una de las dos partes de la cantata, están basados en la misma música de la melodía «Werde Munter, mein Gemüthe» de Johann Schop. Bach utilizó esta misma melodía en su Pasión según San Mateo en las palabras «Bin ich gleich von dir gewichen» (mov. 40). La sencilla parte coral a cuatro voces se integra en un arreglo de la orquesta completa dominado por un motivo en tresillos pastorales derivado de la primera línea de la melodía del coral.
Jesus bleibet meine Freude
La última parte, Jesus bleibet meine Freude (Jesús alegría de los hombres), repetición del sexto movimiento pero con el texto cambiado, es uno de los pasajes más célebres de Bach. En realidad, se trata de una versión (o paráfrasis) realizada a partir de una melodía previa, compuesta por Johann Schopp en 1642. Bach construye una melodía nueva a base de descomponer cada una de las notas del coral previo, empleando un violín y dos oboes. La melodía se asienta sobre una larga sucesión de tresillos, "uno de los tópicos bachianos para indicar la felicidad placentera".

## Discografía selecta
De esta obra se han realizado una serie de grabaciones, entre las que destacan las siguientes:
- 1957 – J.S. Bach Fritz Werner. Fritz Werner, Heinrich-Schütz-Chor Heilbronn, Pforzheim Chamber Orchestra, Ingeborg Reichelt, Margarethe Bence, Helmut Krebs, Franz Kelch (Erato)
- 1961 – Bach Cantatas Vol. 3. Ascension Day, Whitsun, Trinity. Karl Richter, Münchener Bach-Chor, Münchener Bach-Orchester, Ursula Buckel, Hertha Töpper, John van Kesteren, Kieth Engen (Archiv Produktion)
- 1970 – Bach Cantata BWV 147, Motets BWV 226, BWV 228, BWV 230. David Willcocks, King's college choir, Academy of St Martin in the Fields, Elly Ameling, Janet Baker, Ian Partridge, John Shirley-Quirk (EMI)
- 1972 – J.S. Bach: 13 Sacred Cantatas & 13 Sinfonias. Helmut Winschermann, Nederlands Vocaal Ensemble, Deutsche Bachsolisten, Ileana Cotrubas, Julia Hamari, Kurt Equiluz, William Reimer (Philips)
- 1977 – Die Bach Kantate Vol. 12. Helmuth Rilling, Frankfurter Kantorei, Bach-Collegium Stuttgart, Arleen Augér, Helen Watts, Kurt Equiluz, Wolfgang Schöne (Hänssler)
- 1985 – J.S. Bach: 6 Favourite Cantatas. Joshua Rifkin, One voice per part, The Bach Ensemble, Jane Bryden, Drew Minter, Jeffrey Thomas, Jan Opalach (L'Oiseau-lyre)
- 1990 – J.S. Bach: Cantatas. John Eliot Gardiner, Monteverdi Choir, English Baroque Soloists, Ruth Holton, Michael Chance, Anthony Rolfe Johnson, Stephen Varcoe (Archiv Produktion)
- 1997 – J.S. Bach: Complete Cantatas Vol. 7. Ton Koopman, Amsterdam Baroque Orchestra & Choir, Lisa Larsson, Bogna Bartosz, Gerd Türk, Klaus Mertens (Antoine Marchand)
- 1999 – J.S. Bach: Cantatas Vol. 12. Cantatas from Leipzig 1723. Masaaki Suzuki, Bach Collegium Japan, Yukari Nonoshita, Robin Blaze, Gerd Türk, Peter Kooy (BIS)